# Saphir (vonat)
A Saphir egy nemzetközi vonat volt, mely 1954. május 23-án indult és 1987. május 30-ig közlekedett Oostendeből, 1966 és 1981 között Brüsszelből 1954 és 1958 között Dortmundba, 1958 és 1980 között Frankfurt am Mainba, majd  1980 és 1987 között Kölnbe.
A Saphir, magyar nyelven zafír, a belga drágakő-iparra utal.

## Története

### Kezdetek
Az első járat 1954-ben indult, mint az Ostend–Köln Pullman Express háború utáni utódja. A menetrendet összehangolták Ostend–Dover komppal és egy Dover–London vasúti járattal is, és összességében a menetrend, amely a Saphir bevezetésével lépett hatályba, „lehetővé teszi, hogy az utasok Londont (Victoria pályaudvar) 10:00 órakor elhagyják és a célállomást a német Rajna–Ruhr körzetet kb. három órával korábban elérjék, mint korábban".
A szolgáltatás a DB VT 08 sorozatú dízelmotorvonatokat használt. Az első éveiben a Saphir-t az angol szövegekben "Sapphire" -nek írták, de 1963-ra még az angol Thomas Cook kontinentális vasúti menetrend is német Saphir néven nevezte már.

### Trans Europ Express
A Saphir 1957. június 2-án lett első osztályú Trans-Europ-Express (TEE) része. A VT 08-at felváltották a DB VT 11.5 sorozatú motorvonatok, amint azok forgalomba álltak 1957. július 15-én. A menetrendet úgy tervezték, hogy TEE-kapcsolatot biztosítson Brüsszel és Frankfurt am Main között, valamint kapcsolatot létesítsen a TEE Rhein–Main Köln járattal is. Egy év után a Saphir útvonala megváltozott, Frankfurt lett a végállomás Dortmund helyett. 1966-ban az útvonalat Ostendről Brüsszelbe vágták vissza, így a TEE Saphir útvonala Brüsszel–Frankfurt am Main lett.

### A TEE után
1979. május 27-én a Saphir besorolása InterCity vonat lett és kiegészült másodosztállyal is az útvonalának megváltoztatása nélkül. 1980 júniusában a keleti végállomást visszavitték a Ruhr körzetbe, de Dortmund helyett Kölnbe. 1981-ben az útvonalat meghosszabbították Brüsszelből Oostende, így a Saphir útvonala Oostende-Brüsszel-Köln lett.
Miután 1996-ban megszűnt, helyét a Memling nevű EuroCity járat vette át.